# Volumineide
Volumineide è una rivista di Michele Galdieri presentata dalla compagnia Totò-Anna Magnani nella stagione 1942-1943. Il debutto, al Teatro G. Verdi di Ferrara, avvenne il 20 febbraio 1942.
Lo spettacolo comprendeva numerosi sketch, tra i quali Le due orfanelle, I due sergenti, Karenina, Un giorno a Madera, I tre moschettieri.

## Critica
(Vice, il Resto del Carlino del 26 febbraio 1942)